# ROKS Daecheong
Le ROKS Daecheong (AOE-58) est un navire d’appui au combat rapide de la marine de la république de Corée, le deuxième navire de la classe Cheonji. Il est nommé d’après le lac Daecheong.

## Conception
Après la guerre de Corée, la marine sud-coréenne a acheté et exploité de petits navires ravitailleurs des années 1960 aux années 1980. Ces navires étaient obsolètes en raison d’une exploitation prolongée, ce qui a forcé leur retrait à partir de la fin des années 1970. Comme la demande d’opérations maritimes augmentait de jour en jour, la Marine avait besoin de navires pour accomplir les missions.
À partir du milieu des années 1980, sur la base de l’expériences de ces navires, la marine sud-coréenne a proposé de construire des navires de soutien au combat de conception nationale. De 1988 à 1990, le premier navire de soutien au combat, plus tard nommé ROKS Cheonji, a été construit et lancé. Les ROKS Daecheong et ROKS Hwacheon ont été construits sept ans plus tard. À l’époque, la marine sud-coréenne a réservé sa décision de construire ou non d’autres navires de soutien après avoir terminé les tests de fonctionnement du premier navire.
Alors que les besoins en navires de soutien augmentaient, la marine a conçu en 2016 les navires de la classe Soyang, basés sur la classe Cheonji.

## Carrière
Le ROKS Daecheong a été construit par Hyundai Heavy Industries, lancé en 1997 et mis en service en novembre 1997. Il s’agit du deuxième navire de soutien logistique construit par la marine de la république de Corée.
Le 22 novembre 2012, le ROKS Daecheong a été en visite à Auckland, en Nouvelle-Zélande, pour les célébrations du 60e anniversaire du pays. Le ROKS Yang Man-chun (DDG-973) l’accompagnait.
Le 3 novembre 2015, le ROKS Daecheong a effectué une visite de courtoisie à Portsmouth.
Le 10 juin 2020, le ROKS Daecheong a escorté hors des eaux sud-coréennes le nouveau navire ravitailleur commandé par la Royal New Zealand Navy (RNZN), le HMNZS Aotearoa (A 11), qui a pris le chemin de la Nouvelle-Zélande pour livraison. Le navire de 26 000 tonnes a quitté le chantier naval Hyundai Heavy Industries (HHI) à Ulsan, en Corée du Sud, en présence de l’ambassadeur de Nouvelle-Zélande en Corée du Sud, M. Philip Turner, ainsi que de responsables de l’Administration du programme d'acquisition de la défense sud-coréenne (DAPA) et de la marine de la République de Corée (ROKN),.
Le 14 septembre 2022, le ROKS Daecheong et le navire-école ROKS Hansando (ATH-81) ont jeté l’ancre au port de Hô Chi Minh-Ville, débutant leur visite amicale de quatre jours dans la ville. Au cours de leur séjour, les officiers de marine et les membres d’équipage de la république de Corée ont mené de nombreuses activités telles que la visite de plusieurs agences et unités, des discussions sur le renforcement de l’amitié entre les deux marines, la participation à un programme d’entraînement conjoint, des matchs de volley-ball et la visite de sites historiques et culturels de la ville. Le contre-amiral Kang Dong-goo, chef de la délégation sud-coréenne, a déclaré que la visite du Viêt Nam était une activité célébrant le 30e anniversaire de l’établissement des relations diplomatiques entre les deux pays et contribuerait à promouvoir l’amitié bilatérale, la paix et la prospérité des deux pays.
Le 3 octobre 2022, le groupe opérationnel de formation aux croisières de la marine de la République de Corée, composé de deux navires de guerre, le ROKS Hansando et le ROKS Daecheong, est arrivé à Chennai en Inde pour une visite de trois jours. Pendant la visite, des interactions professionnelles et des activités sportives amicales ont été organisées entre le personnel de la marine indienne et celui de la marine sud-coréenne. La visite de courtoisie a permis de renforcer les liens entre les marines des deux nations. Le groupe opérationnel, dirigé par le contre-amiral Kang Dong-goo, a été amarré au port de Chennai pour cette visite de courtoisie. Le contre-amiral Kang Dong-goo, commandant du groupe opérationnel d’entraînement de croisière, le capitaine Ko Dae-jong, le commandant du ROKS Daecheong, le commandant Park Jin-sung, le commandant du ROKS Hansando et d’autres représentants du consulat de Corée ont eu des discussions avec le commandant du Tamil Nadu et de la zone navale de Pondichéry sur des questions d’intérêt commun.